# Entrellaçament multipartit
En el cas de sistemes composts per {\displaystyle m>2} subsistemes, la classificació dels estats entrellaçats quàntics és més rica que en el cas bipartit. De fet, en l'entrellat multipartit, a part dels estats totalment separables i dels estats totalment entrellaçats, també existeix la noció d'estats parcialment separables.

## Separabilitat total i parcial
Les definicions d'estats multipartits totalment separables i totalment entrellaçats generalitzen naturalment les d'estats separables i entrellaçats en el cas bipartit, de la manera següent.

### Separabilitatm-partida completa (m-separabilitat) d'msistemes
L'Estat {\displaystyle \;\varrho _{A_{1}\ldots A_{m}}} de {\displaystyle \;m} subsistemes {\displaystyle \;A_{1},\ldots ,A_{m}} amb l'espai de Hilbert {\displaystyle \;{\mathcal {H}}_{A_{1}\ldots A_{m}}={\mathcal {H}}_{A_{1}}\otimes \ldots \otimes {\mathcal {H}}_{A_{m}}} és totalment separable si i només si es pot escriure en la forma
{\displaystyle \;\varrho _{A_{1}\ldots A_{m}}=\sum _{i=1}^{k}p_{i}\varrho _{A_{1}}^{i}\otimes \ldots \otimes \varrho _{A_{m}}^{i}.}
En conseqüència, l'estat {\displaystyle \;\varrho _{A_{1}\ldots A_{m}}} està totalment enredat si no es pot escriure en la forma anterior.
Com en el cas del bipartit, el conjunt de {\displaystyle \;m} -els estats separables són convexs i tancats respecte a la norma de traça, i la separabilitat es conserva sota {\displaystyle \;m} -operacions separables {\displaystyle \;\sum _{i}\Omega _{i}^{1}\otimes \ldots \otimes \Omega _{i}^{n}} que són una generalització directa dels bipartits:
{\displaystyle \;\varrho _{A_{1}\ldots A_{m}}\to {\frac {\sum _{i}\Omega _{i}^{1}\otimes \ldots \otimes \Omega _{i}^{n}\varrho _{A_{1}\ldots A_{m}}(\Omega _{i}^{1}\otimes \ldots \otimes \Omega _{i}^{n})^{\dagger }}{\operatorname {Tr} [\sum _{i}\Omega _{i}^{1}\otimes \ldots \otimes \Omega _{i}^{n}\varrho _{A_{1}\ldots A_{m}}(\Omega _{i}^{1}\otimes \ldots \otimes \Omega _{i}^{n})^{\dagger }]}}.}
Com s'ha esmentat anteriorment, però, en l'entorn multipartit també tenim diferents nocions de separabilitat parcial.

### Separabilitat respecte a particions
L'Estat {\displaystyle \;\varrho _{A_{1}\ldots A_{m}}} de {\displaystyle \;m} subsistemes {\displaystyle \;A_{1},\ldots ,A_{m}} és separable respecte a una partició determinada {\displaystyle \;\{I_{1},\ldots ,I_{k}\}}, on {\displaystyle \;I_{i}} són subconjunts disjunts dels índexs {\displaystyle \;I=\{1,\ldots ,m\},\cup _{j=1}^{k}I_{j}=I}, si i només si es pot escriure
{\displaystyle \;\varrho _{A_{1}\ldots A_{m}}=\sum _{i=1}^{N}p_{i}\varrho _{1}^{i}\otimes \ldots \otimes \varrho _{k}^{i}.}

### Semiseparabilitat
L'Estat {\displaystyle \;\varrho _{A_{1}\ldots A_{m}}} és semiseparable si i només si és separable sota tots {\displaystyle \;1} - {\displaystyle \;(m-1)} particions, {\displaystyle \;{\big \{}I_{1}=\{k\},I_{2}=\{1,\ldots ,k-1,k+1,\ldots ,m\}{\big \}},1\leq k\leq m}.

## Caracterització i criteris de separabilitat

### Estats purs
Una definició equivalent a la separabilitat m-partita completa es dona de la següent manera: L'estat pur {\displaystyle |\Psi _{A_{1}\ldots A_{m}}\rangle } de {\displaystyle \;m} subsistemes {\displaystyle \;A_{1},\ldots ,A_{m}} està plenament {\displaystyle \;m} -partit separable si i només si es pot escriure
{\displaystyle \;|\Psi _{A_{1}\ldots A_{m}}\rangle =|\psi _{A_{1}}\rangle \otimes \ldots \otimes |\psi _{A_{m}}\rangle .}
Per comprovar-ho, n'hi ha prou amb calcular matrius de densitat reduïda de subsistemes elementals i veure si són purs. Tanmateix, això no es pot fer tan fàcilment en el cas multipartit, ja que només rarament els estats purs multipartits admeten la descomposició generalitzada de Schmidt.
{\displaystyle \;|\Psi _{A_{1}\ldots A_{m}}\rangle =\sum _{i=1}^{\min\{d_{A_{1}},\ldots ,d_{A_{m}}\}}a_{i}|e_{A_{1}}^{i}\rangle \otimes \ldots \otimes |e_{A_{m}}^{i}\rangle }
Un estat multipartit admet la descomposició generalitzada de Schmidt si, traçant qualsevol subsistema, la resta es troba en un estat totalment separable. Així, en general, l'entrellat d'un estat pur es descriu pels espectres de les matrius de densitat reduïda de totes les particions bipartides: l'estat és genuïnament {\displaystyle \;m} -partit enredat si i només si totes les particions bipartides produeixen matrius mixtes de densitat reduïda.

### Estats mixtes
En el cas multipartit no hi ha una condició simple necessària i suficient per a la separabilitat com la donada pel criteri PPT per a la {\displaystyle 2\otimes 2} i {\displaystyle 2\otimes 3} casos. Tanmateix, molts criteris de separabilitat utilitzats en la configuració bipartida es poden generalitzar al cas multipartit.